# Shigin

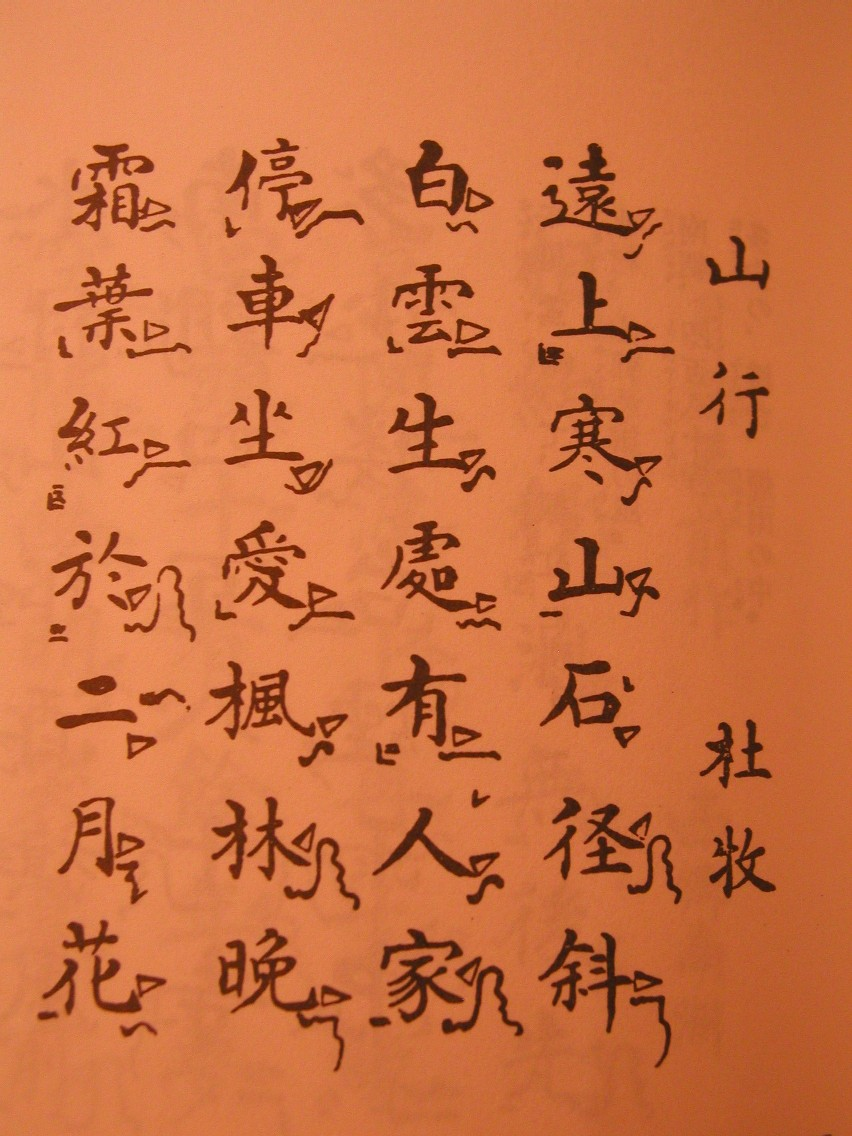
Gin mit Kommentar neben jedem Schriftzeichen

Shigin (jap. 詩吟) ist eine Kunst des Aufsagens oder Singens japanischer Poesie.
Einzelne Gedichte werden als gin (吟) bezeichnet. Sie bestehen meist aus vier oder mehr Zeilen, die mit chinesischen Schriftzeichen oder in Kanji geschrieben sind. Alle Zeilen haben eine identische Anzahl an Zeichen. Gin, die aus vier Zeilen mit jeweils sieben Zeichen bestehen werden shichigon-zekku (七言絶句, „Sieben-Wort-Satz“) genannt.
Es gibt ungefähr 5000 verschiedene Weisen, die Gedichte in immer anderen Melodien vorzutragen und mit ihnen können alle menschlichen Gefühle ausgedrückt werden. 

## Geschichte
Shigin stammen vermutlich aus dem ersten Jahrtausend v. Chr. und entstanden in China. Ursprünglich wurden sie ausschließlich auf Chinesisch gesungen, später jedoch auch in japanischer Lesung. In dieser Form wird Shigin heute noch praktiziert. 
Shigin ist die älteste japanische Gedichtsform. Sie wird seltener benutzt, als beispielsweise die Versdichtung Haiku und wird meist nur noch durch ältere Generationen angewandt. Gin werden zudem im Buddhismus benutzt. 
Dennoch haben Shigin weiterhin einen Einfluss auf die japanische Kultur. Sie sind häufig in Lehrbüchern zu finden und spielen in der Kalligrafie eine Rolle.